# Smithsonidrilus irregularis
Smithsonidrilus irregularis är en ringmaskart som först beskrevs av Erséus 1983.  Smithsonidrilus irregularis ingår i släktet Smithsonidrilus och familjen glattmaskar. Inga underarter finns listade i Catalogue of Life.